# Vexierlied
Ein Vexierlied ist ein Lied, dem ein Vexierreim zu Grunde liegt, also ein Reimschema, das den Hörer Wörter erwarten lässt, die schließlich jedoch nicht vorkommen, weil ihre Verwendung für den Dichter oder Sänger unangenehme Konsequenzen wie zum Beispiel Strafverfolgung haben könnte. Die Bezeichnung stammt von dem lateinischen Wort vexare „plagen, schütteln“. Eine ähnliche, wenngleich meist weniger politische Sache sind Vexierbilder.
Vexierlieder waren in Deutschland vor allem zur Zeit der Zensur und der Karlsbader Beschlüsse in der ersten Hälfte des 19. Jahrhunderts populär (siehe auch Cross-Reading).
Die Reimverweigerung kann auch humoristischen Zwecken dienen, wie Rudi Carrells Lied Goethe war gut, Mickie Krauses Partyschlager 10 nackte Friseusen oder Werke von Robert Gernhardt zeigen.

## Beispiel
Das Lied des guten Untertanen

Adolf Glaßbrenner (1810-1876)
Ich bin ein guter Untertan,

das leidet keinen Zweifel,

mein Fürst, das ist ein frommer Mann,

o wär' er doch beim teuren Volke immer,

so würd' es nimmer schlimmer.

Wir haben ihn wohl oft betrübt,

doch nimmermehr belogen,

er sagte, dass er uns geliebt,

doch hat er uns betroffen oft auf Taten,

die er uns nicht geraten.

Die Staatsbeamten taten recht,

sie wahrten seine Rechte,

und der war ihm der liebste Knecht,

der sich sehr viel erfreulich zu uns neigte,

und Mitleid uns bezeigte.

Den Schwur, so er geleistet hat,

Erfüllung alles dessen,

was seine Pflicht an Gottes Statt,

den hat er ganz vergebens halten wollen,

es hat nicht glücken sollen.

Du Polizei, die dazu da,

das wilde Volk zu zügeln,

dich möchte ich nur einmal ja,

so recht von Herzen prüfen und dich fragen,

wer über dich könnt' klagen.

Ihr Ritter des Philistertums,

und ihr gelehrten Raben,

am Friedenshof des Altertums,

o lasst euch dort begreiflich machen,

wie sehr wir euch bewachen.

Ihr Mönche, vornehm, schwarz und weiß,

das Volksglück, das verpuffte,

wird eurer steten Mühe Preis,

denn ihr seid große schulgerechte Lehrer,

und eifrige Bekehrer.

Ihr Stolzen, ihr im deutschen Land,

vom Rheine bis nach Polen,

ihr seid mir durch und durch bekannt,

euch soll der Kuckuck hohes Alter melden,

euch weisen Friedenshelden.
Die ersten drei Verse jeder Strophe folgen in Versmaß und Reimschema dem gängigen und in volkstümlichen Liedern sehr häufig angewandten Muster einer Chevy-Chase-Strophe. Im vierten Vers wird diese Erwartung jedoch jedes Mal enttäuscht: Er müsste gemäß dem Chevy-Chase-Muster nur drei Hebungen aufweisen und sich auf den zweiten Vers reimen. Stattdessen wird er auf fünf (bzw. vier) Hebungen verlängert und führt ein ganz neues Reimwort ein, das sich erst auf einen angehängten fünften Vers reimt. Der zweite Vers bleibt als Waise zurück. 
Dieser ungewöhnliche Bau lenkt die Aufmerksamkeit auf die Verse 2 und 4 jeder Strophe. Es zeigt sich, dass sich das Chevy-Chase-Muster ganz leicht erfüllen ließe. Selbst das passende Reimwort ist bei der dritten Hebung von Vers 4 jeweils bereits begonnen, wird aber nicht beendet, sondern verweigert und in das neue Muster umgebogen. In Strophe 1 etwa: O wär er doch beim Teu-fel.